# Pontogeneia makarovi
Pontogeneia makarovi är en kräftdjursart. Pontogeneia makarovi ingår i släktet Pontogeneia och familjen Eusiridae. Inga underarter finns listade i Catalogue of Life.